# Marcos Danilo Padilha
Marcos Danilo Padilha, becenevén Danilo (Cianorte, Paraná, 1985. július 31. – La Ceja, Kolumbia, 2016. november 29.) brazil labdarúgókapus.

## Pályafutása
2009-től a 2010–2011-es szezonig az Arapongas EC-ben játszott, ahol 22 mérkőzésen védett. Ezután a 2012–2013-as szezonig a Londrina EC hálóját védte 55 alkalommal, majd az AF Chapecoense csapatához került, ahol 152-szer lépett pályára.

## Halála
Danilo csapata, az AF Chapecoense bejutott a 2016-os Copa Sudamericana döntőjébe, amelyet a kolumbiai Atlético Nacional ellen játszottak volna. A csapatot szállító repülőgép azonban 2016. november 28-án Medellín közelében lezuhant, az utasok közül legtöbben azonnal életüket vesztették. Danilo a kórházban halt meg 29-én.